# 細眶燈魚
細眶灯鱼（学名：Diaphus subtilis）为輻鰭魚綱燈籠魚目灯笼鱼科的其中一種，分布於大西洋熱帶海域，屬深海魚類，棲息深度可達40-750公尺，體長可達8.5公分。

## 扩展阅读
維基物種上的相關：細眶灯鱼